# Мингазов, Геннадий Анасович
Генна́дий Ана́сович Минга́зов (род. 4 августа 1947 года) — советский и российский журналист-эколог, редактор экологических изданий, общественный деятель, участник природоохранного движения, член Союзов журналистов СССР и России. Руководитель региональной экологической общественной организации «Московский областной Зелёный Крест», главный редактор региональной газеты республики Карелия «Зелёный лист» с 1996 по 2010 годы.

## Биография
Родился 4 августа 1947 года в городе Чебаркуле. В 1975 году окончил филологический факультет Кишинёвского государственного университета, в 1978 году — Университет марксизма-ленинизма при воинской части.
Член Союза журналистов СССР с марта 1980 года, Союза журналистов России с 1992 года. В начале 1980-х гг. — сотрудник Госкомитета по телевидению и радиовещанию Молдавской ССР. В Молдавии до распада Советского Союза в декабре 1991 г. редактировал в течение года экологическую газету «Наследие», которая издавалась на трёх языках — русском, румынском и английском.
С января 1992 года редактировал в Челябинске экологический вестник «Южный Урал», а после его закрытия создал в сентябре 1993 года Уральскую экологическую газету «Зелёный лист», выпустив до 1996 года около 50 номеров общим тиражом более 2,1 миллионов экземпляров. В июне 1996 года по приглашению совместно с Обществом охраны природы и Ассоциацией зелёных Карелии учредил и возглавил первую в республике экологическую газету, которой также дал название «Зелёный лист». Газета прекратила существование в 2010 году из-за проблем с финансированием.
Геннадий Анасович участвует в экологическом движении с конца 1980-х гг. Принимал участие в экологических акциях и программах МСоЭС, Гринпис России, WWF, Беллоны, Межрегиональной экологической общественной организации «Зелёный Крест», Движения в защиту Химкинского леса, Движения молодых политических экологов Подмосковья «Местные», Ассоциации журналистов-экологов Союза журналистов России; член РСоЭС, координатор программы «Экология и здоровье».
В 2000 году Мингазов Г. А. принял участие в итоговой конференции проекта «Информатика для демократии — 2000+», а также в первой национальной конференции некоммерческих организация России. В этом же году был зарегистрирован кандидатом на выборах депутатов Петрозаводского городского Совета, в 2015 году кандидатом от партии «Яблоко» на выборах депутатов Законодательного Собрания Калужской области шестого созыва.
С 2007 года возглавляет региональную экологическую общественную организацию «Московский областной Зелёный Крест», где под его руководством было организовано информирование органов правопорядка Москвы и Московской области о местах распространения фальсифицированной стеклоомывающей жидкости на основе метанола (с последующими проверками данной продукции практически во всех субъектах Федерации), подготовлено обращение по проблеме загрязнения Истринского водохранилища к кандидатам в Президенты Российской Федерации, исследована ситуация с незаконным строительством на побережье Истринского водохранилища.
В 2011 году Мингазов Г. А. стал участником расширенного заседания Общественного совета Министерства природных ресурсов и экологии Российской Федерации по вопросу «О взаимодействии органов исполнительной власти Российской Федерации с волонтерами и некоммерческими организациями в сфере охраны окружающей среды».

## Награды
В 1999 году Мингазов Г. А. стал лауреатом Всероссийского конкурса журналистов «Экология России» в номинации «Лучшая публикация в «зелёной прессе». В декабре 2010 года Мингазов Г. А. награждён Почётным знаком Союза журналистов России «За заслуги перед профессиональным сообществом».